# Power Macintosh 5500
Power Macintosh 5500 – produkowany pod hasłem "Phoenix" znany także jako Performa 5500 – to komputer firmy Apple wprowadzony w lutym 1997. To był kolejny komputer typu All-in-One (AIO), czyli "Wszystko w jednym", i był podrasowaną wersją Power Macintosha 5400. Jak widać ze zdjęcia, typ obudowy się nazywał All In One bowiem jednostka centralna, dysk twardy, czytniki CD-ROM i dyskietek, głośniki, mikrofon i ekran były wbudowane w jedną całość. Dzięki tej obudowie, komputer ma wygląd telewizora – szczególnie kiedy się podłączy antenę do wbudowanej karty telewizyjnej. Był to też pierwszy czarny komputer typu 'desktop', który został wyprodukowany przez Apple.
5500 był produkowany w trzech konfiguracjach procesora IBM PowerPC 603ev: 225 MHz, 250 MHz i 275 MHz. Power Macintosh 5500 był oryginalnie tylko dostępny dla rynku edukacyjnego, ale nie minęło dużo czasu zanim się pojawił na półkach w sklepach. Wersje 225 i 250 MHz były czarne i srebrne, lecz rzadsze 275 MHz były tylko czarne.
PowerMac 5500 miał opcje na konfigurację multimedialną – za dodatkową opłatę – w formie karty telewizyjnej Philips (z wejściem na sprzęt audio) i karty S-Video typu PCI. Czarne 5500 z taką konfiguracją były sprzedawane w Ameryce Północnej, Australii i Azji jako Director Edition (z ang. "Wersja Reżyserska"), model 225 MHz miał to zdanie wydrukowane na obudowie.
Oficjalnie, można używać na tym komputerze wersje systemu operacyjnego dla Macintosha między System 7.5.5 a Mac OS 9.1. Jest możliwość instalowania OS X na tym komputerze przy pomocy aplikacji XPostFacto, ale nie jest to polecane kiedy 5500 nie ma procesora G3 i maksymalna ilość RAMu 128 MB nie wystarcza aby skutecznie używać OS X. Za to, komputery z procesorem G3 które mają 128 MB RAMu, mogą spokojnie operować pod 'Dziesiątką' (Mac OS X).
Power Macintosh 5500 został wycofany z produkcji na początku 1998.

## Specyfikacje
- Procesor IBM PowerPC 603ev z mocą 225, 250 lub 275 MHz (ostatni tylko dostępny na komputerach wyprodukowanych pod koniec '97 r.)
- 2x wejścia DIMM pozwalające na maksymalną pojemność 64 MB × 2 = 128 MB RAM
- L1 cache o pojemności 32 KB
- L2 cache o pojemności 256 KB lub 512 KB w modelach z procesorem 275 MHz
- Karta graficzna ATI Rage IIc z pojemnością 2 MB VRAM pozwalająca na maksymalną rozdzielczość 1152 × 864 pikseli
- Wbudowany ekran 15"
- Dysk twardy 2 GB (modele z procesorem 275 MHz potrafiły mieć pojemność 4 GB)
- Napęd na dyskietki 1.4 MB (tzw. SuperDrive bowiem pozwala na czytanie i zapisywanie dyskietek o pojemności 800 KB plus czytanie i zapisywanie dyskietek pojemności 720 KB i 1.4 MB ze strukturą plików FAT)
- Napęd CD-ROM o prędkości 12x lub 24x
- Jedno wejście Apple Desktop Bus (ADB)
- Dwa wejścia na modem i drukarkę
- Jedno wejście SCSI
- Głośniki stereo 16-bit (wbudowane)
- Mikrofon mono
- Opcjonalna karta Ethernet typu CS II